# Bisdom Pueblo
Het bisdom Pueblo (Latijn: Dioecesis Pueblensis) is een rooms-katholiek bisdom met als zetel Pueblo, in de Amerikaanse staat Colorado. Het bisdom is suffragaan aan het aartsbisdom Denver. 

## Geschiedenis
Het bisdom werd opgericht op 15 november 1941, uit delen van het aartsbisdom Denver. Op 10 november 1983 verloor het gebied bij de oprichting van het bisdom Colorado Springs. 

## Parochies
Het bisdom had in 2021 een oppervlakte van 124.754 km2 en telde 695.594 inwoners waarvan 27,4% rooms-katholiek was.

## Bisschoppen
- Joseph Clement Willging (6 december 1941 - 3 maart 1959)
- Charles Albert Buswell (8 augustus 1959 - 19 september 1979)
- Arthur Nicholas Tafoya (1 juli 1980 - 15 oktober 2009)
- Fernando Isern (15 oktober 2009 - 13 juni 2013)
  - Michael John Sheridan (apostolisch administrator: 17 juni 2013 - 27 februari 2014)
- Stephen Jay Berg (15 januari 2014 - heden)

## Galerij van afbeeldingen

Wapen van het bisdom
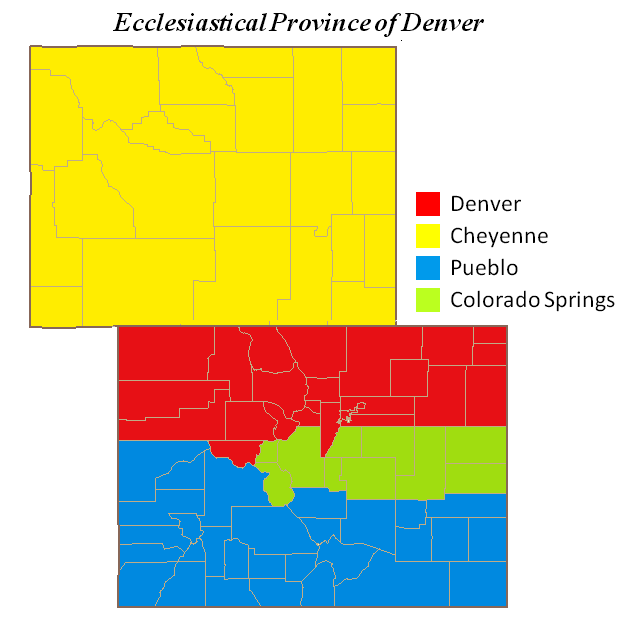
Kerkprovincie met aartsbisdom en suffragane bisdommen
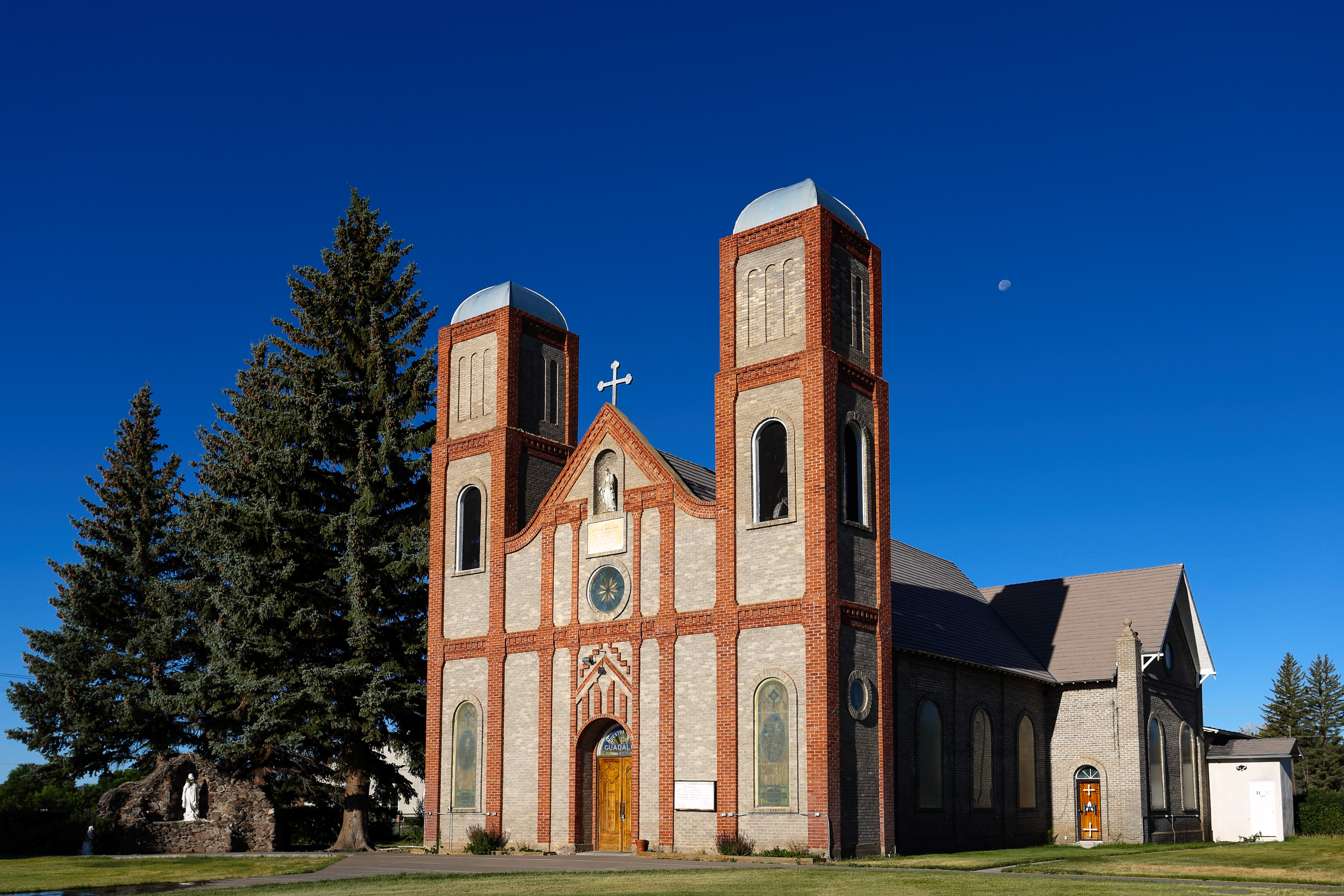
Our Lady of Guadalupe-kerk in Conejos in 2016

Denver (aartsbisdom) · Cheyenne · Colorado Springs · Pueblo